# Grignols (Gironde)
Grignols település Franciaországban, Gironde megyében. Lakosainak száma 1209 fő (2022. január 1.). Grignols Cours-les-Bains, Cauvignac, Masseilles, Sigalens, Sillas, Cocumont és Romestaing községekkel határos.

## Népesség
A település népességének változása:
| Lakosok száma | 1266 | 1130 | 1063 | 1078 | 1154 | 1173 | 1207 | 1197 | 1192 | 1209 |
|               | 1968 | 1982 | 1990 | 2006 | 2013 | 2015 | 2017 | 2019 | 2020 | 2022 |